# Pleuronodes plexifera
Pleuronodes plexifera är en fjärilsart som beskrevs av George Francis Hampson 1926. Pleuronodes plexifera ingår i släktet Pleuronodes och familjen nattflyn. Inga underarter finns listade i Catalogue of Life.